# Skarby MacKenzie
Skarby MacKenzie – powieść autorstwa polskiego pisarza Wiesława Wernica z tzw. sagi traperskiej z 1980 roku. 
Książka opowiada o przygodach trapera Karola Gordona. Doktor Jan, przyjaciel głównego bohatera, wyrusza wraz z nim oraz ich dwoma przyjaciółmi na wyprawę - udają się nad Wielkie Jezioro Niedźwiedzie. Chcą oni odnaleźć skarby ukryte podczas powstania kanadyjskich Metysów, droga do których oznaczona została na dwu mapach. Po drodze okazuje się, że nie tylko oni szukają ukrytego skarbu.
Według Rocznika Literackiego książka ma "większość atrakcyjnych dla czytelników elementów opowieści traperskich", a także znanych czytelnikom bohaterów i w "żywą akcję".